# Europees kampioenschap hockey vrouwen 2005
Het Europees kampioenschap hockey vrouwen 2005 voor A-landen had plaats van zondag 14 augustus tot en met zaterdag 20 augustus 2005 in Dublin, Ierland. Plaats van handeling was The National Hockey Stadium, dat 1500 zitplaatsen telt en gevestigd is op het complex van de University College Dublin. Het was de zevende editie van dit internationale sportevenement, dat voor het eerst niet met twaalf maar met acht landenteams werd gespeeld. De opzet is herzien, mede om al te grote krachtsverschillen uit te bannen. Met ingang van deze editie werd het toernooi om de twee in plaats van om de vier jaar gehouden. Het toernooi staat onder auspiciën van de Europese hockeyfederatie (EHF). Titelverdediger was Nederland dat het toernooi voor de vierde keer op rij wist te winnen.

## Uitslagen voorronde

### Groep A
| Team      | G | W | GL | V | P | DV | DT |
| --------- | - | - | -- | - | - | -- | -- |
| Nederland | 3 | 3 | 0  | 0 | 9 | 12 | 0  |
| Spanje    | 3 | 1 | 1  | 1 | 4 | 6  | 3  |
| Ierland   | 3 | 1 | 1  | 1 | 4 | 1  | 4  |
| Frankrijk | 3 | 0 | 0  | 3 | 0 | 0  | 12 |

| 14-08 | Nederland | Spanje    | 3 - 0 |
|       | Ierland   | Frankrijk | 1 - 0 |
| 16-08 | Nederland | Frankrijk | 5 - 0 |
|       | Spanje    | Ierland   | 0 - 0 |
| 17-08 | Spanje    | Frankrijk | 6 - 0 |
|       | Nederland | Ierland   | 4 - 0 |

### Groep B
| Team      | G | W | GL | V | P | DV | DT |
| --------- | - | - | -- | - | - | -- | -- |
| Duitsland | 3 | 3 | 0  | 0 | 9 | 13 | 0  |
| Engeland  | 3 | 2 | 0  | 1 | 6 | 8  | 2  |
| Oekraïne  | 3 | 0 | 1  | 2 | 1 | 1  | 9  |
| Schotland | 3 | 0 | 1  | 2 | 1 | 2  | 13 |

| 14-08 | Duitsland | Schotland | 8 - 0 |
|       | Engeland  | Oekraïne  | 4 - 0 |
| 15-08 | Engeland  | Schotland | 4 - 1 |
|       | Duitsland | Oekraïne  | 4 - 0 |
| 17-08 | Oekraïne  | Schotland | 1 - 1 |
|       | Duitsland | Engeland  | 1 - 0 |

## Plaatsingswedstrijden
| Om plaats 5 t/m 8 | Om plaats 5 t/m 8 | Om plaats 5 t/m 8 |       |
| ----------------- | ----------------- | ----------------- | ----- |
| 19-08             | Ierland           | Schotland         | 3 - 1 |
|                   | Oekraïne          | Frankrijk         | 2 - 1 |
| Halve finale      |                   |                   |       |
| 19-08             | Nederland         | Engeland          | 2 - 0 |
|                   | Duitsland         | Spanje            | 2 - 1 |

## Finalewedstrijden
| Om plaats 7 | Om plaats 7 | Om plaats 7 |       |
| ----------- | ----------- | ----------- | ----- |
| 20-08       | Schotland   | Frankrijk   | 5 - 0 |
| Om plaats 5 |             |             |       |
| 20-08       | Ierland     | Oekraïne    | 4 - 1 |
| Om plaats 3 |             |             |       |
| 20-08       | Spanje      | Engeland    | 0 - 4 |
| Finale      |             |             |       |
| 20-08       | Nederland   | Duitsland   | 2 - 1 |

| Europees kampioen 2005 |
| ---------------------- |
|                        |
| Nederland Zesde titel  |

## Eindrangschikking
| rang   | land      |
| ------ | --------- |
| Goud   | Nederland |
| Zilver | Duitsland |
| Brons  | Engeland  |
| 4      | Spanje    |
| 5      | Ierland   |
| 6      | Oekraïne  |
| 7      | Schotland |
| 8      | Frankrijk |

- Nederland en Duitsland geplaatst voor het wereldkampioenschap in Madrid (2006)
- Spanje was als gastland al geplaatst
- Schotland en Frankrijk gedegradeerd naar EK voor B-landen (2007)

## Ereprijzen
| Topscorer   | Beste speelster    | Beste keepster   | Fair Play Trophy |
| ----------- | ------------------ | ---------------- | ---------------- |
| Fanny Rinne | Maartje Scheepstra | Maria Jesús Rosa | Ierland          |

## Nederlandse selectie
| Nummer | Naam                   | Leeftijd (per 13/08/05) | Positie | Caps (per 13/08/05) | Club met ingang seizoen 2005-2006 |
| ------ | ---------------------- | ----------------------- | ------- | ------------------- | --------------------------------- |
| 1.     | Lisanne de Roever      | 26                      | D       | 31                  | Kampong                           |
| 4.     | Fatima Moreira de Melo | 27                      | A       | 177                 | HC Rotterdam                      |
| 5.     | Jiske Snoeks           | 27                      | M       | 52                  | Amsterdam                         |
| 6.     | Maartje Scheepstra     | 25                      | M       | 93                  | Amsterdam                         |
| 9.     | Sylvia Karres          | 28                      | A       | 51                  | Amsterdam                         |
| 10.    | Saskia Fuchs           | 27                      | A       | 11                  | Kampong                           |
| 11.    | Maartje Goderie        | 21                      | M       | 12                  | Hockeyclub 's-Hertogenbosch       |
| 12.    | Leonoor Voskamp        | 21                      | V       | 15                  | HC Klein Zwitserland              |
| 13.    | Minke Smabers          | 26                      | M       | 198                 | Laren                             |
| 14.    | Minke Booij            | 28                      | V       | 155                 | Hockeyclub 's-Hertogenbosch       |
| 15.    | Janneke Schopman       | 28                      | V       | 98                  | Hockeyclub 's-Hertogenbosch       |
| 16.    | Chantal de Bruijn      | 29                      | V       | 91                  | Amsterdam                         |
| 17.    | Maartje Paumen         | 19                      | V       | 7                   | Hockeyclub 's-Hertogenbosch       |
| 18.    | Naomi van As           | 22                      | A       | 23                  | HC Klein Zwitserland              |
| 19.    | Ellen Hoog             | 19                      | A       | 22                  | SCHC                              |
| 20.    | Eveline de Haan        | 29                      | D       | 21                  | HC Klein Zwitserland              |
| 21.    | Sophie Polkamp         | 21                      | V       | 5                   | SCHC                              |
| 23.    | Kim Lammers            | 24                      | A       | 53                  | Laren                             |

| Nederlandse staf     | Nederlandse staf |
| -------------------- | ---------------- |
| Bondscoach           | Marc Lammers     |
| Assistent-bondscoach | Rob Bianchi      |
| Manager              | Jan Albers       |
| Arts                 | Mineke Vegter    |
| Fysiotherapeut       | Johannes Veen    |